# Шмиклавж-при-Шкофій Васі
Шмиклавж-при-Шкофій Васі (словен. Šmiklavž pri Škofji vasi) — поселення в общині Целє, Савинський регіон, Словенія. 
Висота над рівнем моря: 270,5 м.